# Kiril Liapunov
Kiril Ígorevich Liapunov –en ruso, Кирилл Игоревич Ляпунов– (Moscú, 24 de marzo de 1986) es un deportista ruso que compite en piragüismo en la modalidad de aguas tranquilas. Ganó dos medallas de plata en el Campeonato Europeo de Piragüismo, en los años 2016 y 2017.

## Palmarés internacional
| Campeonato Europeo | Campeonato Europeo | Campeonato Europeo | Campeonato Europeo |
| Año                | Lugar              | Medalla            | Competición        |
| ------------------ | ------------------ | ------------------ | ------------------ |
| 2016               | Moscú (Rusia)      | Medalla de plata   | K4 1000 m          |
| 2017               | Plovdiv (Bulgaria) | Medalla de plata   | K2 200 m           |